# Vuelta a España 1983
Die 38. Vuelta a España wurde in 21 Abschnitten und 3398 Kilometern vom 19. April bis zum 8. Mai 1983 ausgetragen. Der Gewinner war der Franzose Bernard Hinault, die Bergwertung gewann José Luis Laguía, die  Punktewertung gewann Marino Lejarreta. Sabino Angoitia siegte in der Meta Volantes-Wertung, Carlos Machín in der Sprint Especiales-Wertung und das Team Zor-Gemeaz Cusin in der Mannschaftswertung.

## Etappen
| Etappe | von                      | nach                     | km        | Gewinner                 | Maillot amarillo         |
| ------ | ------------------------ | ------------------------ | --------- | ------------------------ | ------------------------ |
| Prolog | Almussafes               | Almussafes               | 6,8 (EZF) | Dominique Gaigne         | Dominique Gaigne         |
| 1      | Almussafes               | Cuenca                   | 235       | Juan Fernández Martín    | Dominique Gaigne         |
| 2      | Cuenca                   | Teruel                   | 152       | Eric Vanderaerden        | Dominique Gaigne         |
| 3      | Teruel                   | Sant Carles de la Ràpita | 241       | Giuseppe Petito          | Dominique Gaigne         |
| 4      | Sant Carles de la Ràpita | Sant Quirze del Vallès   | 192       | Laurent Fignon           | Dominique Gaigne         |
| 5      | Sant Quirze del Vallès   | Castellar de n’Hug       | 195       | Alberto Fernández Blanco | Bernard Hinault          |
| 6      | La Pobla de Lillet       | Vielha e Mijaran         | 235       | Marino Lejarreta         | Marino Lejarreta         |
| 7      | Les                      | Sabiñánigo               | 137       | Jesús Suárez Cuevas      | Marino Lejarreta         |
| 8      | Sabiñánigo               | Panticosa                | 38 (EZF)  | Marino Lejarreta         | Marino Lejarreta         |
| 9      | Panticosa                | Alfajarín                | 183       | Giuseppe Saronni         | Marino Lejarreta         |
| 10     | Saragossa                | Soria                    | 134       | Giuseppe Saronni         | Julián Gorospe           |
| 11     | Soria                    | Logroño                  | 135       | Eric Vanderaerden        | Alberto Fernández Blanco |
| 12     | Logroño                  | Burgos                   | 147       | Noël Dejonckheere        | Alberto Fernández Blanco |
| 13     | Aguilar de Campoo        | Covadonga                | 188       | Marino Lejarreta         | Alberto Fernández Blanco |
| 14     | Cangas de Onís           | León                     | 185       | Carlos Hernández Bailo   | Álvaro Pino              |
| 15A    | León                     | Valladolid               | 134       | Pascal Poisson           | Álvaro Pino              |
| 15B    | Valladolid               | Valladolid               | 22 (EZF)  | Bernard Hinault          | Julián Gorospe           |
| 16     | Valladolid               | Salamanca                | 162       | José Luis Laguía         | Julián Gorospe           |
| 17     | Salamanca                | Ávila                    | 216       | Bernard Hinault          | Bernard Hinault          |
| 18     | Ávila                    | Palazuelos de Eresma     | 204       | Jesús Hernández Úbeda    | Bernard Hinault          |
| 19     | Palazuelos de Eresma     | Madrid                   | 135       | Michael Wilson           | Bernard Hinault          |

## Endstände
| Sieger                     | Bernard Hinault          | 94:28:26 h  |
| Zweiter                    | Marino Lejarreta         | + 1:12 min  |
| Dritter                    | Alberto Fernández Blanco | + 3:58 min  |
| Vierter                    | Álvaro Pino              | + 5:09 min  |
| Fünfter                    | Hennie Kuiper            | + 10:26 min |
| Sechster                   | Eduardo Chozas           | + 11:11 min |
| Siebter                    | Laurent Fignon           | + 11:27 min |
| Achter                     | Pedro Muñoz Machín       | + 12:25 min |
| Neunter                    | Vicente Belda            | + 13:28 min |
| Zehnter                    | Faustino Rupérez         | + 13:36 min |
| Punktewertung              | Marino Lejarreta         | 188 P.      |
| Zweiter                    | Bernard Hinault          | 162 P.      |
| Dritter                    | Laurent Fignon           | 149 P.      |
| Bergwertung                | José Luis Laguía         | 123 P.      |
| Zweiter                    | Fiorenzo Aliverti        | 64 P.       |
| Dritter                    | Marino Lejarreta         | 56 P.       |
| Meta Volantes-Wertung      | Sabino Angoitia          | 27 P.       |
| Sprints Especiales-Wertung | Carlos Machín            |             |
| Teamwertung                | Zor-Gemeaz Cusin         | 283:05:31 h |